# اليوم العالمي للرقص
اليوم العالمي للرقص هو احتفال عالمي بالرقص، أنشأته لجنة الرقص التابعة لمعهد المسرح الدولي [الإنجليزية] (ITI)، الشريك الرئيسي للفنون المسرحية في اليونسكو. يقام هذا الحدث كل عام في 29 أبريل، وهو ذكرى ميلاد جان-جورج نوفير [الإنجليزية] (1727-1810)، الذي يعتبر "أب" أو مبتكر الباليه الحديث (أي الباليه الكلاسيكي أو الرومانسي مثل (نعرفه اليوم وليس "الباليه الحديث" حيث يتم الخلط بينه أحيانًا والباليه المعاصر.) يسعى هذا اليوم إلى تشجيع المشاركة وتعليم الرقص من خلال الفعاليات والمهرجانات التي تقام في هذا التاريخ في جميع أنحاء العالم. تعترف اليونسكو رسميًا بالهيئة الدولية للمسرح (ITI) باعتبارها الجهة المبدعة والمنظمّة لهذا الحدث.

## وصلات خارجية
- الموقع الرسمي ليوم الرقص